# Néoi Póroi
Néoi Póroi är en ort i Grekland.   Den ligger i prefekturen Nomós Pierías och regionen Mellersta Makedonien, i den nordöstra delen av landet, 240 km norr om huvudstaden Aten. Antalet invånare är 631.
Terrängen runt Néoi Póroi är varierad. Havet är nära Néoi Póroi åt nordost. Runt Néoi Póroi är det ganska glesbefolkat, med 28 invånare per kvadratkilometer. Närmaste större samhälle är Leptokaryá, 11,9 km nordväst om Néoi Póroi. I omgivningarna runt Néoi Póroi växer i huvudsak blandskog.